# Morehouse
Morehouse is een plaats (city) in de Amerikaanse staat Missouri, en valt bestuurlijk gezien onder New Madrid County.

## Demografie
Bij de volkstelling in 2000 werd het aantal inwoners vastgesteld op 1015.
In 2006 is het aantal inwoners door het United States Census Bureau geschat op 944, een daling van 71 (-7,0%).

## Geografie
Volgens het United States Census Bureau beslaat de plaats een oppervlakte van
2,1 km², geheel bestaande uit land. Morehouse ligt op ongeveer 92 m boven zeeniveau.

## Plaatsen in de nabije omgeving
De onderstaande figuur toont nabijgelegen plaatsen in een straal van 16 km rond Morehouse.